# Heidrun Bartholomäus
Heidrun Bartholomäus da nubile Timm, detta Heide (Schwerin, 12 luglio 1957), è un'attrice, doppiatrice e conduttrice radiofonica tedesca.

## Biografia
È stata studentessa presso Hochschule für Schauspielkunst Ernst Busch di Berlino Est dal 1977 al 1970. 

## Filmografia

### Cinema
- Das Fahrrad - regia di Evelyn Schmidt (1982)
- Martin Luther - regia di Kurt Veth (1983)
- Rabenvater - regia di Karl-Heinz Heymann (1986)
- Der Tunnel - regia di Roland Suso Richter (2001)
- Nichts bereuen - regia di Benjamin Quabeck (2001)
- (T)Raumschiff Surprise - Periode 1 - regia di Michael Herbig (2004)
- Komm näher - regia di Vanessa Jopp (2006)
- Was am Ende zählt - regia di Julia von Heinz (2007)

### Televisione
- Der Staatsanwalt hat das Wort - serie TV (1986)
- Ritas Welt - serie TV (2002-2003)
- Tatort - serie TV (2 episodi) (2009-2019)
- Das geteilte Glück - film TV - regia di Thomas Freundner (2010)
- Restrisiko - film TV - regia di Urs Egger (2011)
- Die Stunde des Wolfes - regia di Matthias Glasner (2011)

## Doppiaggio
- Gabriella Andreini in Zorro il ribelle
- Emily Watson in Le onde del destino, Il prezzo della libertà, Ubriaco d'amore, Gaya, Dolf e la crociata dei bambini
- Frances McDormand in Wonder Boys, Tutto può succedere - Something's Gotta Give, Æon Flux - Il futuro ha inizio, Burn After Reading - A prova di spia, Moonrise Kingdom - Una fuga d'amore, Ave, Cesare!, Tre manifesti a Ebbing, Missouri, Nomadland
- Famke Janssen in La spirale della vendetta
- Suzy Amis in Titanic
- Jodie Foster in Nell
- Patricia Clarkson in Miracle, Sapori e dissapori
- Molly Cheek in American Pie 2
- Wanda Sykes in Quel mostro di suocera

### Animazione
- Blanko in Space Jam
- Gaia in Galline in fuga
- Victoria Everglot in La sposa cadavere
- Hanae Ichinose in Maison Ikkoku - Cara dolce Kyoko
- Homily in Arrietty - Il mondo segreto sotto il pavimento

## Riconoscimenti
- Copenhagen International Film Festival - miglior attrice in Happy as One (2006)